# Arbre de Pitàgores

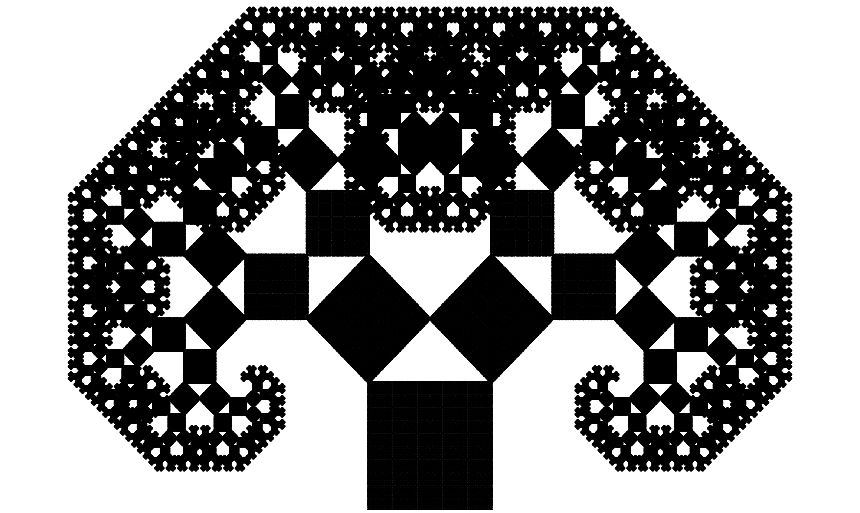
Arbre de Pitàgores.

L'Arbre de Pitàgores és un fractal pla construït a partir de quadrats, inventat pel professor Albert E. Bosman el 1942. El nom de Pitàgores es deu al fet que cada unió de tres quadrats de l'arbre és la típica figura que s'empra per demostrar geomètricament el teorema de Pitàgores.

## Construcció
L'arbre de Pitàgores es construeix de manera iterativa. El conjunt inicial és un quadrat de costat {\displaystyle L=1}. En la primera iteració, s'afegeixen dos quadrats de costat {\displaystyle L\cdot {\sqrt {2}}/2} en els vèrtexs superiors del quadrat inicial, de tal manera que aquests formen un angle de 45 graus (el buit que queda és un triangle rectangle). En les iteracions següents, es repeteix el procés en cadascun dels quadrats afegits en el pas anterior.
Representació de les primeres 9 iteracions:
|  |  |  |  |  |
|  |  |  |  |  |

El límit d'aquesta successió de conjunts existeix i és el fractal anomenat arbre de Pitàgores.

## Propietats
- El nombre total de quadrats en el pas {\displaystyle n} és {\displaystyle \sum _{k=0}^{n}2^{k}}.
- L'arbre de Pitàgores cap en un rectangle d'altura 4 i base 6.[3]
- L'àrea de l'arbre de Pitàgores està entre 5 i 18.
- Presenta autosimilitud o  autosemblança exacta.
- La seva dimensió de Hausdorff-Bezikóvitx és 2.[3]
- Es pot generar pel sistema de funcions iterades no contractiu format per les següents funcions:[4]

{\displaystyle f_{1}(x,y)=(x,y)}
{\displaystyle f_{2}(x,y)={\frac {1}{2}}(x-y,x+y)+(0,1)}
{\displaystyle f_{3}(x,y)={\frac {1}{2}}(x+y,-x+y)+\left({\frac {1}{2}},{\frac {3}{2}}\right)}
- Si s'elimina la primera funció del sistema de funcions iterades, es té un sistema contractiu que genera un fractal molt semblant a la corba C de Lévy.

|  |

## Variants
Si es canvien els angles que formen els quadrats (i, per tant, els seus costats), s'obtenen altres arbres fractals. Per exemple, amb angles de 60 i 30 graus i 9 iteracions es té el següent arbre:
|  |

Per als angles {\displaystyle \alpha } y {\displaystyle 90^{\circ }-\alpha }, la raó de contracció dels quadrats ha de ser {\displaystyle cos(\alpha )} i {\displaystyle sin(\alpha )}, respectivament.